# 渡邊勝也
渡邊勝也（1965年9月20日—），是一位日本的導演，出生於神奈川縣，擅長拍攝特攝片。

## 作品
曾執導的電影包括：
- スーパー戦隊ワールド（日语：スーパー戦隊ワールド (映画)）（1994年、東映）
- 仮面ライダーワールド（日语：仮面ライダーワールド）（1994年、東映）
- 忍風戦隊ハリケンジャー シュシュッと THE MOVIE（日语：忍風戦隊ハリケンジャー シュシュッと THE MOVIE）（2002年、東映）